# Шванефельд
Шванефельд (нем. Schwanefeld) — деревня в Германии, в земле Саксония-Анхальт, входит в район Бёрде в составе городского округа Эбисфельде-Веферлинген.
Население составляет 277 человек (на 31 декабря 2011 года). Занимает площадь 5,42 км².

## История
Первое упоминание относится к церкви в Шванефельде в XI веке.
С 1994 года Шванефельд входил в состав коммуны Веферлинген. С 1 января 2005 года образовывал собственную коммуну, которая подчинялась управлению Флехтинген.
1 января 2010 года, после проведённых реформ, Шванефельд вошёл в состав образованного городского округа Эбисфельде-Веферлинген в качестве района.

## Галерея

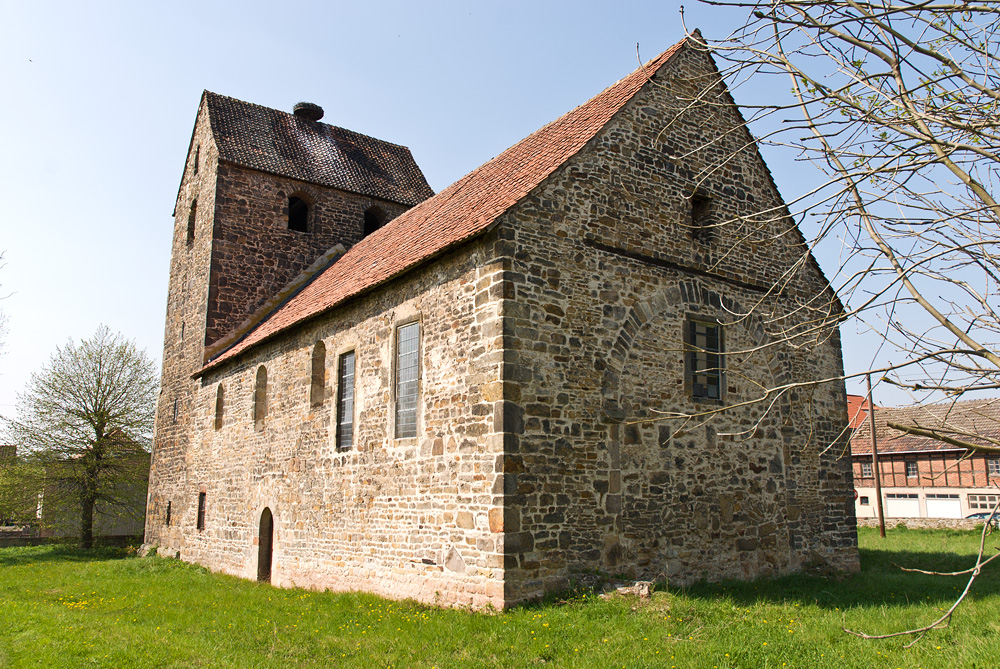
Церковь в Шванефельд